# Trau

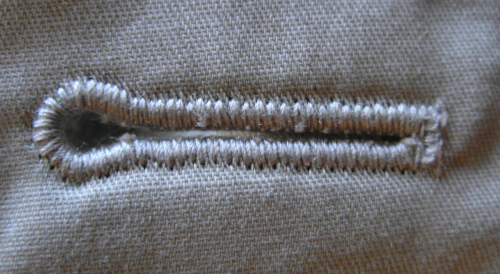
Trau.

Es denomina trau, la incisió, generalment recta, feta en una peça de roba (camisa, jaqueta, abric, etc.) per tal de cordar-la fent-hi passar un botó. El botó i el trau configuren un tipus de tancament tèxtil.
Els traus són forats practicats en la part oposada a la posició del botó de manera que passant aquest a través del trau queda tancada o fixada la peça. Perquè no s'obrin, els traus van rematats amb tela o més freqüentment amb fil. Per aconseguir puntades més gruixudes i donar-los bona presència, es recomana l'ús de fil de torçal o fil doble. Generalment, els traus es rematen a màquina i es recomana que la puntada sigui molt junta perquè no s'esfilagarsin.
Algunes recomanacions per fer traus són:
- La mesura del trau ha de ser adequada a les dimensions del botó que ha d'estar disponible al moment de la seva confecció. Per a botons de forma irregular és aconsellable fer una prova sobre una altra tela abans d'obrir el trau.
- Els traus alineats en una peça han de tenir tots la mateixa mesura.
- Per assegurar el seu cosit, es recomana posar una entretela en les parts de la peça on ha d'anar col·locat el trau.

## Curiositats
El trau de la solapa de les jaquetes o dels abrics procedeix del seu origen militar. Les casaques anaven cordades en el punt d'arrencada del coll i es descordaven solament per comoditat. Els sastres van mantenir el trau en el lloc en què es trobava encara que en l'actualitat no hi ha botó a l'altre costat. El trau en la solapa masculina serveix actualment per col·locar algun ornament com un clavell, o un altre tipus de flor, a part de pins, insígnies, oficials o d'algun tipus d'associació o condecoracions d'empresa per motius diversos.
En una peça es denomina trau a l'orifici o tall resultant de la unió de dos cercles, generalment iguals i en línia.